# Cousinia adenosticta
Cousinia adenosticta là một loài thực vật có hoa trong họ Cúc. Loài này được Bornm. mô tả khoa học đầu tiên năm 1907.